# Stinksvamp
Stinksvamp eller liksvamp (Phallus impudicus) är en svampart i familjen stinksvampar (Phallaceae). Den växer på multnande material från löv- och barrträd. Svampen kännetecknas av sin fallosliknande och illaluktande fruktkropp.

## Biologi
Häxägget, en runt äggformig fruktkropp som endast delvis finns ovan marken, är förstadiet till den utvuxna stinksvampen. Fruktkropparna växer upp i augusti och når 10 till 25 centimeters storlek.
Den olivbruna "hatten" är täckt av ett slemlager (gleba) innehållandes svampens sporer. Den nätmönstrade vävnaden är formad som en "mössa", och den utsöndrar en stark och frän lukt. Lukten, som renderat de svenska trivialnamnen, lockar till sig en del sniglar, spyflugor och andra insekter som attraheras av ruttnande kött. Dessa djur äter sedan av spormassan och sprider sporerna vidare. Äldre fruktkroppar kan därför helt sakna spormassa, och den poröst byggda fruktkroppen faller till slut samman. Tiden från häxägg till sammanfallen fruktkropp kan ofta ta bara något dygn.

## Förekomst
Arten finns i stora delar av Europa och Nordamerika, liksom i delar av Asien (inklusive Kina och Indien). Förekomster har noterats i Island, Tanzania, Costa Rica och sydöstra Australien. Den är vanligast i lövskogar och skjuter upp sin fruktkropp från högsommar till senhöst.
I Sverige är arten allmän i den södra delen (Vänerområdet, Mälarområdet och Uppland), medan den är sällsynt i mellersta Sverige mycket sällsynt längre mot norr. Samma generella växtsätt och sporspridning finns även hos besläktade arter som liten stinksvamp (Mutinus caninus) och rödfotad stinksvamp, (Mutinus ravenelii).

## Användning och namn
Den unga fruktkroppen – häxägget – har använts som afrodisiakum. Det kan kopplas samman med den färdigvuxna fruktkroppens fallosliknande utseende; artnamnet Phallus impudicus betyder bokstavligen 'otuktig fallos'.

## Galleri

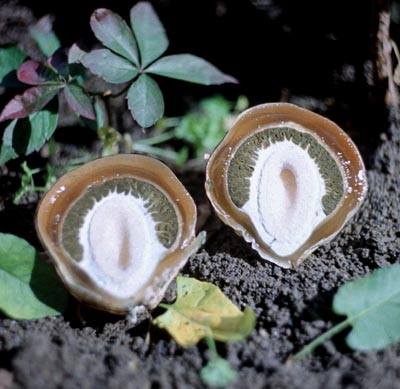
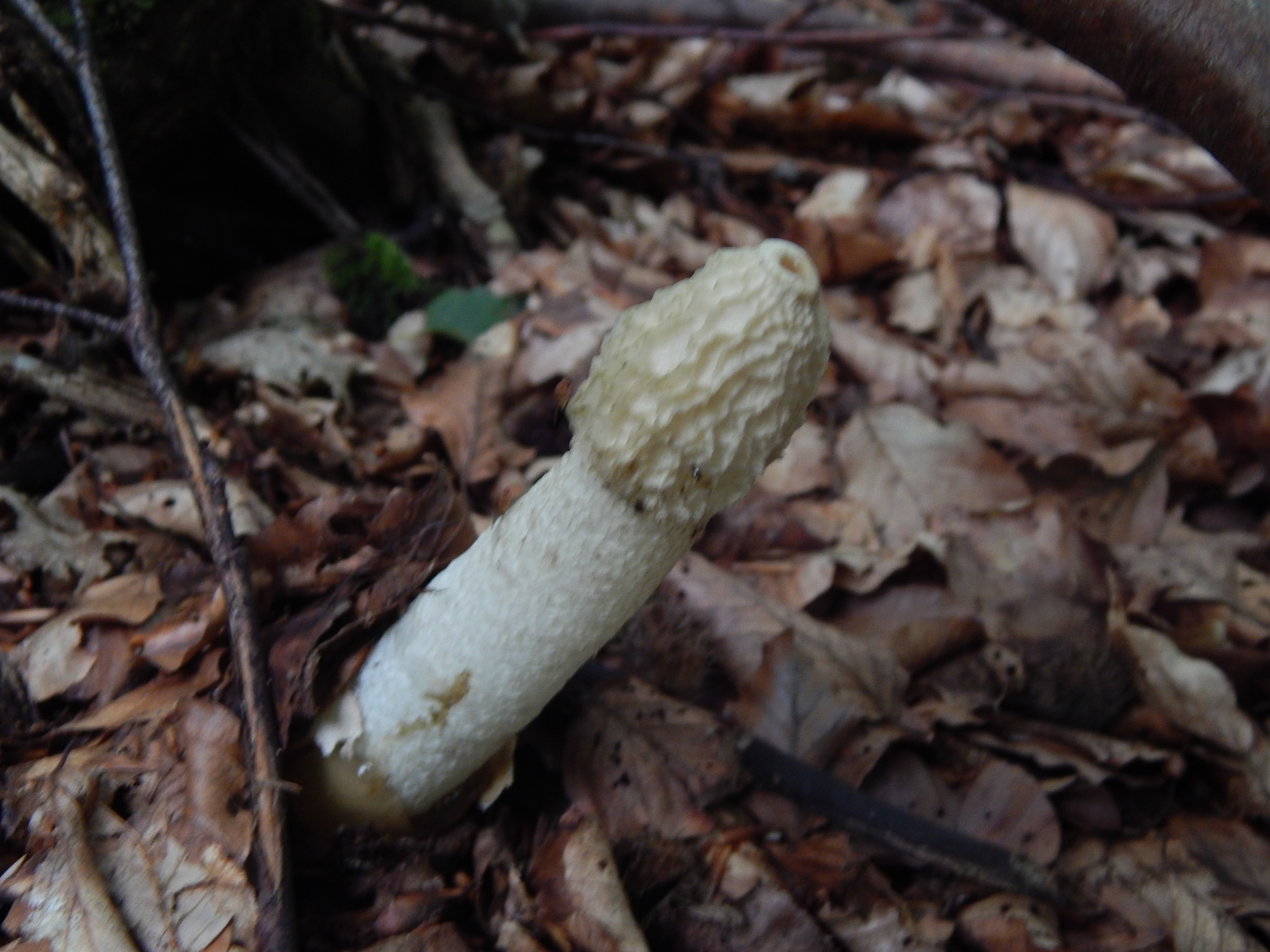
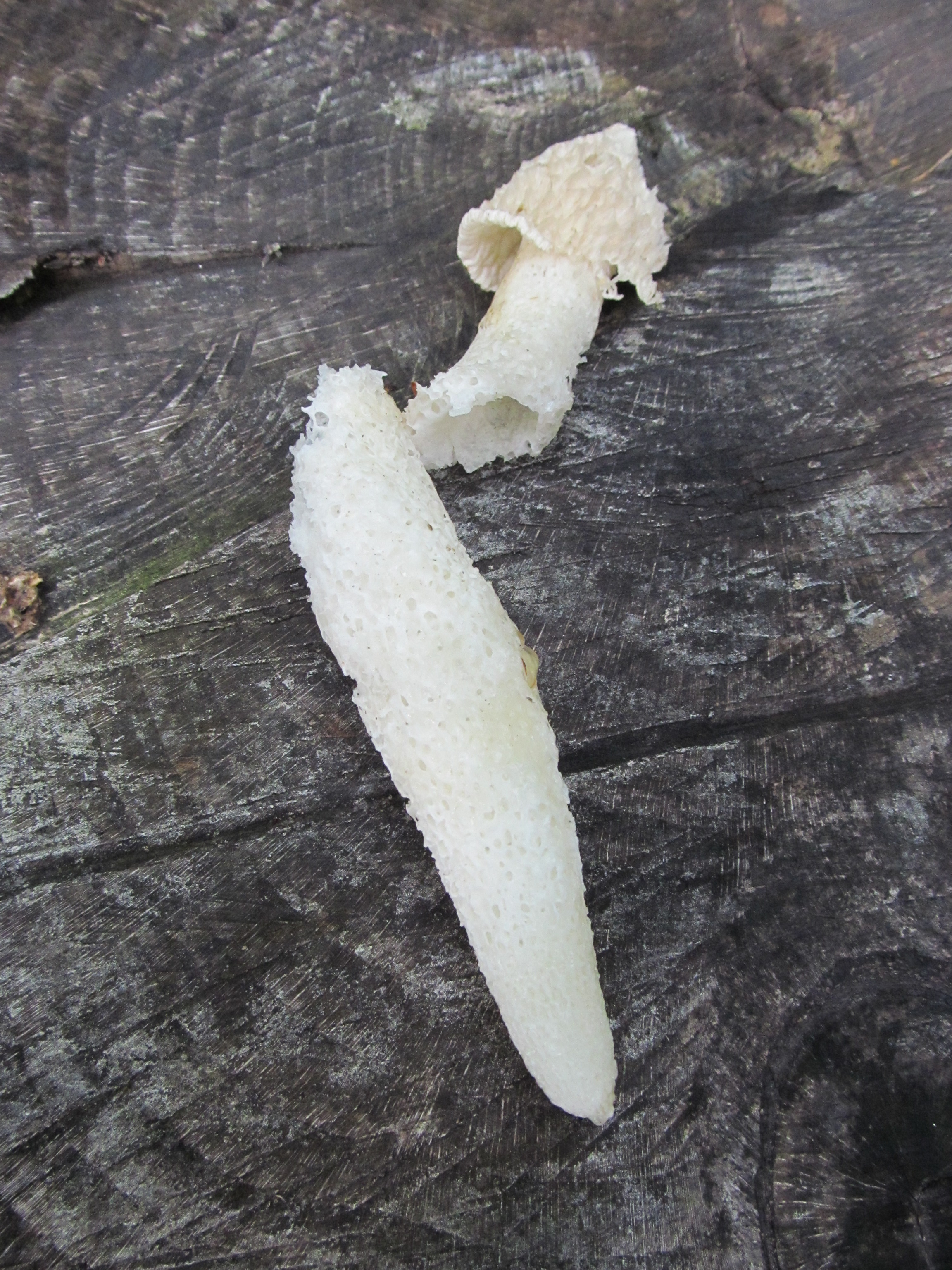
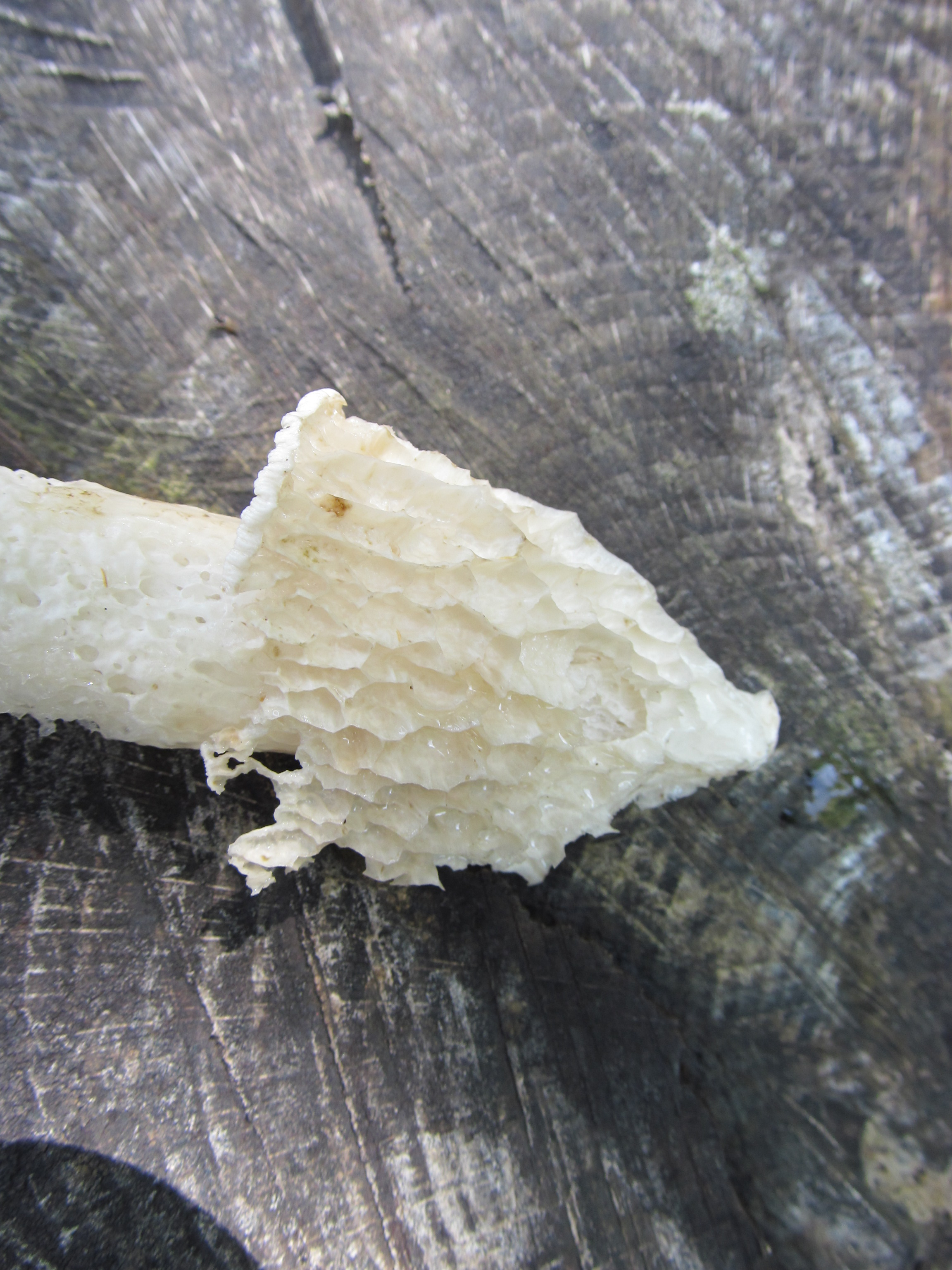
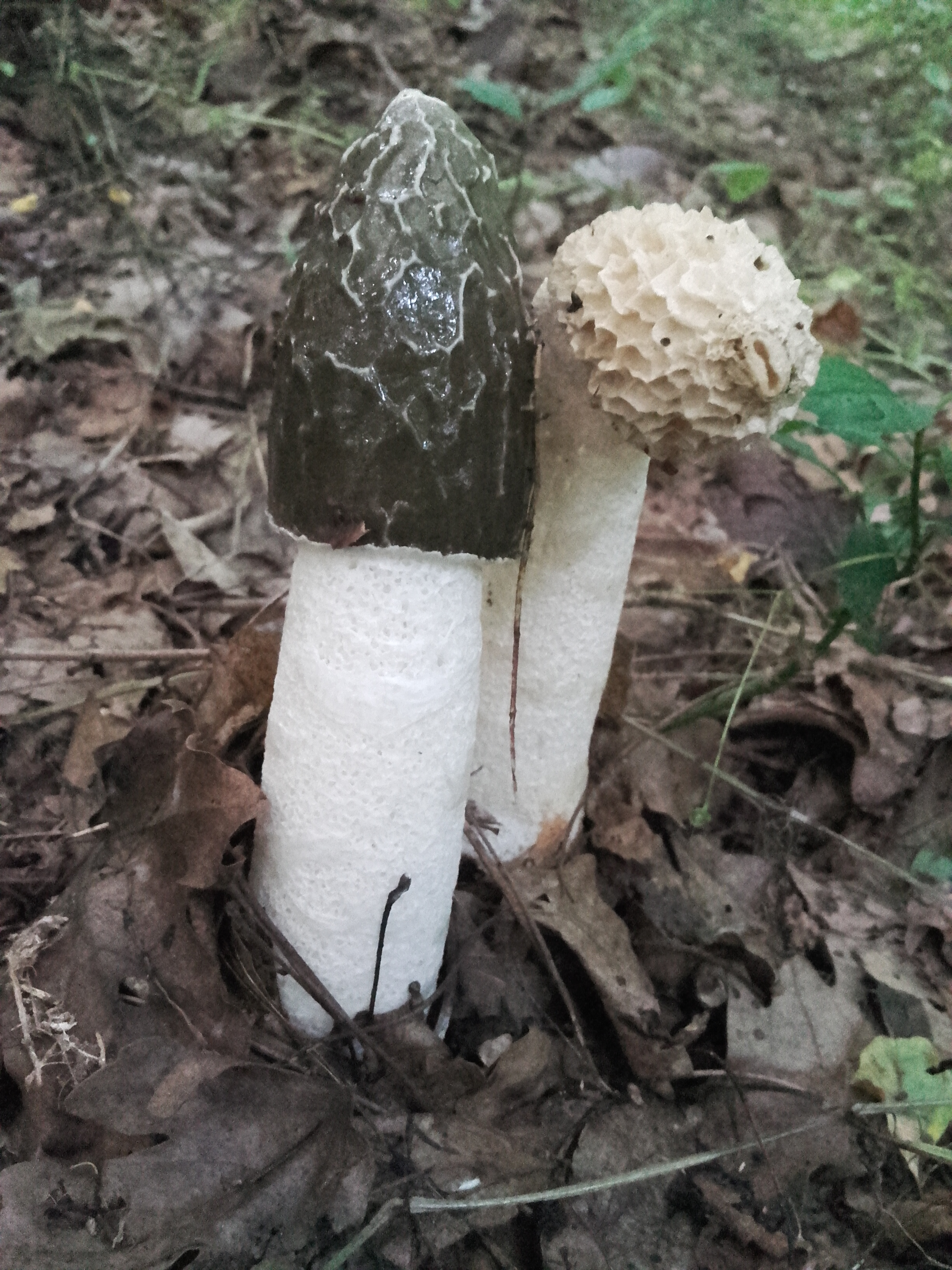
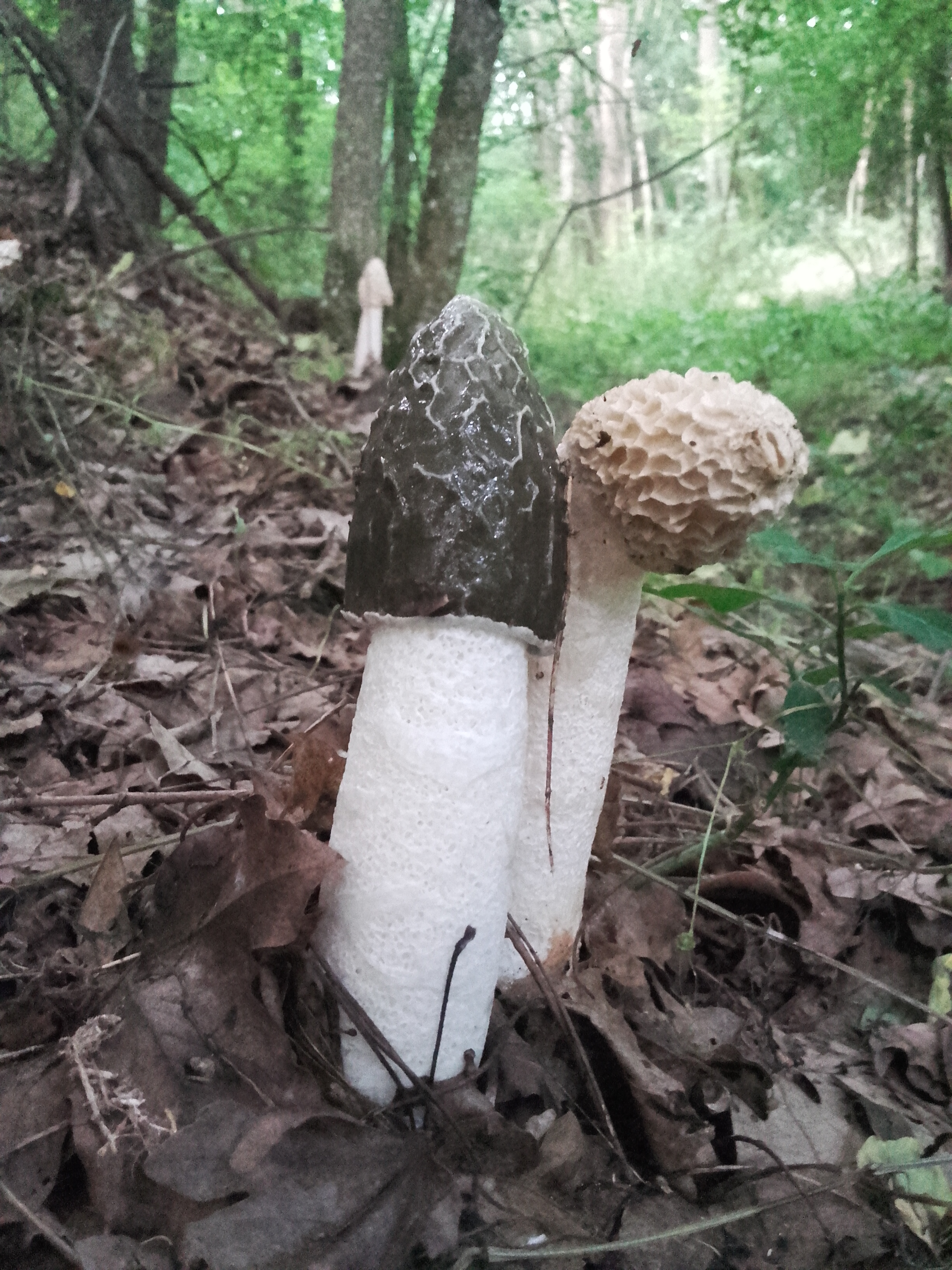